# Opsada Điện Biên Phủa
Vijetnamska opsada francuske vojne baze u Điện Biên Phủu bila je odlučujuća bitka Indokineskog rata, kojom je zapečaćena francuska kolonijalna vlast u Indokini. Nakon poraza u ovoj bitci i potom održane Ženevske konferencije, Francuzi su se zauvijek povukli iz ove regije. 

## Kontekst
Svršetkom II. svjetskog rata i nakon japanske kapitulacije 1945. godine francuska se kolonijalna vlast uz pomoć britanskih i kineskih trupa vratila u svoju staru koloniju - Francusku Indokinu, u kojoj je Viet Minh već počeo preuzimati vlast. Viet Minh ili Liga za neovisnost Vijetnama bio je protujapanski pokret organiziran uz američku pomoć tijekom II. svjetskog rata. Iako je Francuska bila oslabljena u Drugom svjetskom ratu, Pariz je po svaku cijenu nastojao obnoviti svoje staro kolonijalno carstvo. U listopadu 1945. u Indokinu je stiglo trideset i pet tisuća francuskih vojnika pod zapovijedanjem proslavljenog francuskog generala Phillipea Leclerca. Suočen s nazočnošću stranih vojski na vijetnamskom tlu i lišen svake vanjske političke podrške, vođa Viet Minha - Ho Ši Min je u ožujku iste godine pristao je na sporazum s francuskom vladom. 
Krajem 1946., međutim, izbile su borbe između francuskih snaga i Viet Minha. Unatoč početnom uspjehu francuske vojske, Viet Minh je sve više izmicao kontroli. Broj gerilaca pod oružjem brzo je rastao te je do kraja 1946. Viet Minh već imao šezdesetak tisuća naoružanih ljudi. Primjenjujući kineska iskustva u gerilskom ratovanju, koja je dodatno razradio vijetnamski general Vo Nguyen Giap, Viet Minh je uspješno parirao tehnički superiornijoj te u početku rata i brojnijoj francuskoj vojsci. 
Važan događaj za konstelaciju snaga u Indokineskom ratu bila je i pobjeda komunista u Kineskom građanskom ratu, iz listopada 1949. Od siječnja 1950. Viet Minh je počeo iz Kine dobivati određenu količinu vojne pomoći i vojne savjetnike, iako je Ho Chi Minh nastojao izbjeći kinesku dominaciju vijetnamskim pokretom za neovisnost. Do 1950. godine, francuske postrojbe bile su potisnute na područje između grada Hanoja i mora, a sve su bili češći napadi Viet Minha na jugu u Anamu i Cochinchini. Tijekom 1952. ustanak se proširio na područje rijetko naseljenog Laosa, ali su ga Francuzi uspjeli zaustaviti. Time, međutim su francuske snage ostale dodatno razvučene i do početka 1954. godine Francuzi su izgubili nadzor nad najvećim dijelom sjevernog i srednjeg Vijetnama. 

### Gradnja baze Dien Bien Phu
Sredinom 1953. godine za novog zapovjednika francuskih snaga u Indokini postavljen je general Henri Navarre. Zbog ljudskih gubitaka početkom rata i nezadovoljstava Indokineskim ratom među francuskoj javnosti, francuska vlada je prestala slati novake u Indokinu, te je Navarre bio prisiljen nastaviti rat s postrojbama koje je imao na raspolaganju. Navarre je, pak, smatrao da je za pobjedu u ratu presudno presijecanje komunikacija između sjevernog Vijetnama i džungli u Laosu. Stoga je donio odluku o gradnji vojne baze duboko u vijetnamskom teritoriju, gotovo na granici s Laosom, preko koje će francuski garnizon tamo stacioniran, nadzirati situaciju u blizini. Navarre je vjerovao da će, osim što će povremenim izletima iz baze francuska vojska moći kontrolirati cijelo područje, samo postojanje garnizona će vezati na sebe velike vijetnamske snage, što će omogućiti rasterećenje francuskim snagama u drugim dijelovima zemlje. Kao najpogodnija lokacija za bazu odabrano je selo Dien Bien Phu blizu granice s Laosom.  
Potkraj studenog 1953., pod kodnim nazivom Operacija Castor izveden je zračni desant kojim su francuske snage iskrcane u blizini Dien Bien Phua, na kojem je odmah počela gradnja baze. Treba napomenuti da je začetnik ideje gradnje ovakve baze u Dien Bien Phuu bio general bojnik Rene Cogny, koji je predložio lako branjenu bazu koja bi služila kao polazna točka za operacije protiv Viet Conga u regiji, što se nije kosilo s načelom mobilnosti suvremenog ratovanja. No, Navarre je Cognyjevu ideju nadogradio i dao graditi teško utvrđenu bazu ojačanu fortifikacijskim sustavima. Među Navarreovim podređenim časnicima postojao je otpor ideji o gradnji ovakve baze, no Navarre je unatoč svemu ustrajao u svojoj zamisli. Dien Bien Phu, nalazio se u dolini okruženoj brežuljcima, zbog čega su na okolna brda raspoređene obrambene uporišne točke, koje su nazvane ženskim imenima; Gabrielle, Anna Marie, Isabelle, Huguette, Dominique, Beatrice, Eliane, Francoise i Claudine. Za načelnika francuskih snaga stacioniranih u Dien Bien Phuu imenovan je general Christian de Castries. 
Usporedno s građenjem baze dovučene su francuske snage, tako da je do početka vijetnamske opsade oformljen garnizon jačine 16 500 vojnika. Sredinom ožujka 1954. otpočeo je vijetnamski napad na francusku bazu u Dien Bien Phuu. U napadu je sudjelovalo između pedeset i stotinu tisuća gerilaca Viet Minha, pod zapovijedanjem glasovitog Viet Minhovog generala Võ Nguyên Giápa. Početak napada nije bio neočekivan za Francuze, jer je Viet Minh uoči početka borbi evakuirao lokalno stanovništvo iz doline. 

## Bitka
Baza je prvi put napadnuta krajem siječnja 1951., a u više navrata francuske su ophodnje došle u kontakt s gerilcima Viet Minha. Međutim, glavna vijetnamska ofenziva započela je u večernjim satima 13. ožujka 1954., silovitom topničkom pripremom usmjerenom na francuske uporišne točke Beatrice i Gabrielle. Već iduće jutro Viet Minh je osvojio uporište Beatrice, zato što su francuski zapovjednici poginuli u prvim satima bombardiranja. Time se u potpunosti raspao francuski zapovjedni lanac. Sljedećeg dana zauzeta je i uporišna točka Gabrielle, čime su Vijetnamci stavili pod svoj nadzor sjevernu stranu doline, a francuske snage su već drugog dana bitke izgubile mogućnost da izdrže opsadu.

## Francuski poraz
Tijekom opsade poginulo je 1800 francuskih vojnika .
Opsada Dien Bien Phua protegnula se na dva mjeseca i primjer je jedne od najogorčenijih bitaka u novijoj povijesti ratovanja. Vijetnamci su izgradili sustav rovova koji je postupno okružio francuske utvrde i omogućio ubacivanje gerilaca blizu prvih francuskih položaja. Viet Minh se koristio velikim zvučnicima preko kojih je pozivao francuske vojnike na predaju, pri tome osobito ciljajući na postrojbe iz brojnih francuskih kolonija. Borbe su se uglavnom sastojale od brojnih vijetnamskih juriša na utvrđenja. Pritom su obje strane imale velike gubitke. Francusko zapovjedništvo je zračnim putem dopremalo pojačanja, no zbog vijetnamskog granatiranja lokalnog uzletišta pojačanja su bila prisiljena na padobranski desant, zbog čega su francuski padobranci bili laka meta. U obrani utvrde Francuzima nije na ruku išlo loše vrijeme koje je onemogućavalo zračnu podršku braniteljima, a monsunske su kiše punile rovove i bunkere vodom te dodatno otežavale obranu.
Krajem travnja opsjednutom garnizonu poslana je pomoć iz Laosa, no ona je zapela u indokineskim džunglama i nije se nikada uključila u borbe. Iako su se francuske trupe u Dien Bien Phuu početkom svibnja 1954. nalazile u teškoj situaciji, sa zalihama hrane za samo pet dana i ograničenom količinom streljiva te sabijene na prostor veličine dva puta jedan kilometar, francusko zapovjedništvo je de Castriesu zabranilo predaju i naredilo nastavak borbi. 
Pariz je po svaku cijenu nastojao izdržati opsadu do početka Ženevske konvencije, čiji je početak bio zakazan za 8. svibnja 1954., a čija je jedina točka dnevnog reda bila politička budućnost Indokine. Na drugoj strani je i Viet Minh do početka pregovora u Ženevi po svaku cijenu nastojao uspješno dovršiti opsadu, kako bi na taj način dobio snažan adut. Posljednji veliki napad Viet Minha na francuski garnizon, koji je počeo 1. svibnja, ugasio je sve nade Francuza u pozitivan ishod Indokineskog rata. Nakon pedeset i sedam dana borbi, 7. svibnja 1954. u ruke Vijetnamaca pao je zapovjedni objekt utvrde Dien Bien Phu, a u noći na 8. svibnja prestale su borbe u utvrdi Isabelle, čime je opsada završila francuskim porazom.

## Gubitak Indokine
Gradnja baze Dien Bien Phu bila je veliki promašaj francuskih vojnih planera koji su podcijenili snagu, žilavost i sposobnost Viet Minha da izvede veliku opsadu. Francuski stratezi nisu računali na vremenske neprilike uobičajene u to doba godine u regiji, dok je prostorna izoliranost baze u Dien Bien Phuu od najbližih francuskih garnizona onemogućila slanje pomoći kopnenim putem te de facto dovela bazu u podređenu poziciju i u opsadu.
Tijekom opsade poginulo je otprilike 1800 francuskih vojnika, a oko jedanaest tisuća je zarobljeno. Oko tisuću francuskih vojnika dezertiralo je, a manji se dio uspio probiti kroz neprijateljski obruč oko baze do francuskih položaja. Nakon četiri mjeseca zarobljeništva oslobođeno je tek nešto više od tri tisuće francuskih vojnika a nekoliko ih je stotina umrlo u zarobljeništvu. Vijetnamci, koji su se borili u redovima francuske vojske, zadržani su u zarobljeništvu te je njihova sudbina uglavnom ostala nepoznata. Vijetnamski gubici u borbama kod Dien Bien Phua procjenjuju se na između deset i trideset tisuća ubijenih, no politička cijena skupe pobjede se isplatila. Poraz u Dien Bien Phuu konačno je zapečatio francusku sudbinu u Indokini, te je Pariz na Ženevskoj konferenciji pristao zauvijek se povući iz Indokine. 
Nakon dva i pol mjeseca razgovora, dvije strane su se 21. srpnja 1954. sporazumjele o trajnom prekidu neprijateljstava. Francuska je priznala neovisnost Laosa, Kambodže i Vijetnama, koji je po uzoru na Koreju podijeljen uzduž sedamnaeste paralele na sjeverni i južni dio. Viet Minh je dobio političku kontrolu nad sjevernim djelom, a profrancuski Vijetnamci nad Južnim Vijetnamom.